# Parc aux canards
Le parc aux canards (en finnois : Ankkapuisto) auparavant Parc central de Korso  (en finnois : Korson keskuspuisto) est un parc du quartier de Korso à  Vantaa en Finlande.

## Présentation
Jusqu'en 2014, Ankkapuisto était dénommé Keskuspuisto sur les cartes officielles.
Le parc aux canards a été rénové par étapes depuis 2016.
Les étangs ont été dragués et les quatre ponts de Rekolanoja ont été rénovés.
À l'été 2021, une aire de stationnement et une aire d'exercice à proximité ont été construites dans le parc.
Le centre sportif local comprend un terrain de pétanque et des équipements de musculation en plein air.
La rénovation a été achevée à l'automne 2021.
La première phase du parc aux canards a coûté 1,3 million d'euros et la deuxième phase 800 000 euros.
Le festival de rock Ankkarock a été organisé à Ankkapuisto entre 1987 et 2010.

## Développement durable
Selon les principes du développement durable, un projet pilote avec des matériaux de sol recyclés a été réalisé dans le parc Ankkapuisto à Vantaa par la vile de Vantaa et la société Ramboll. En 2016, au cours de la première phase de réhabilitation, les étangs ont été dragués, les ponts remplacés et le paysage du parc entretenu.
Ankkapuisto est l'un des sites pilotes de construction environnementale durable (KESY) de Vantaa. Le parc gère un projet de pâte recyclée, mis en œuvre à l'aide de pâte provenant de la rénovation des étangs d'Ankkapuisto, ainsi que d'autres matériaux recyclés adaptés à l'utilisation,.

## Galerie

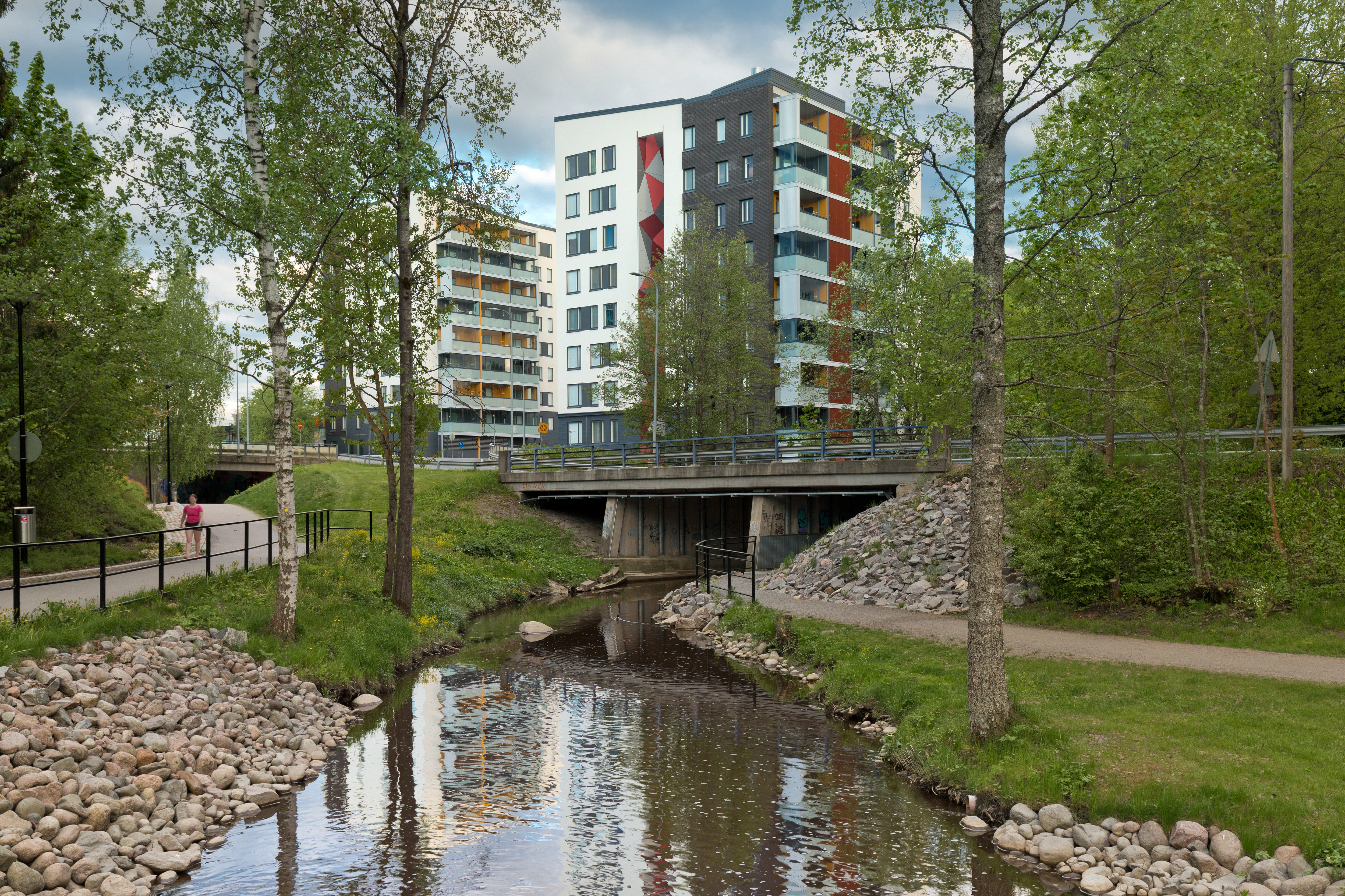
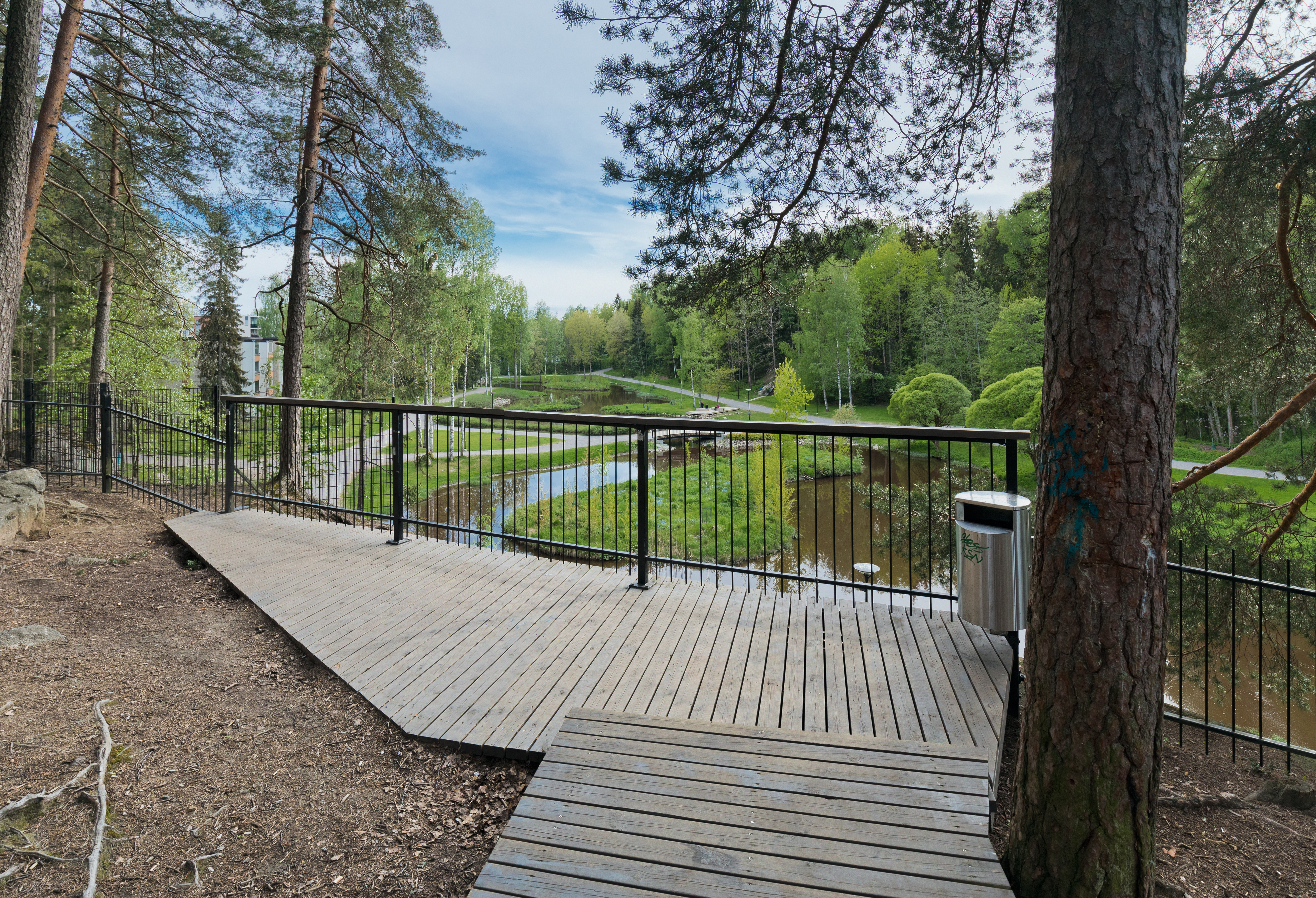